# Номеронабиратель

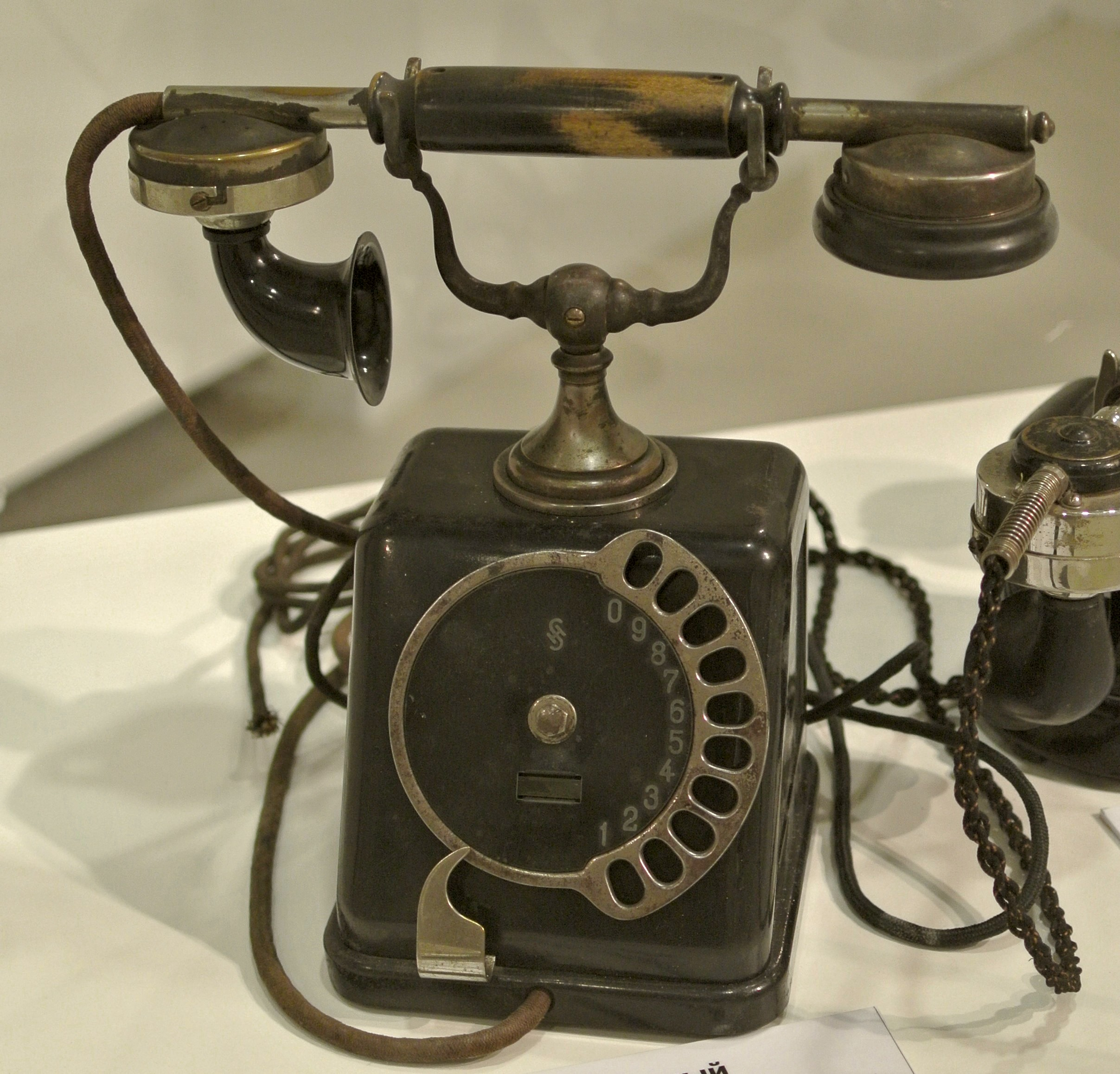
Европейский телефонный аппарат 1910 года с номеронабирателем «кастет»

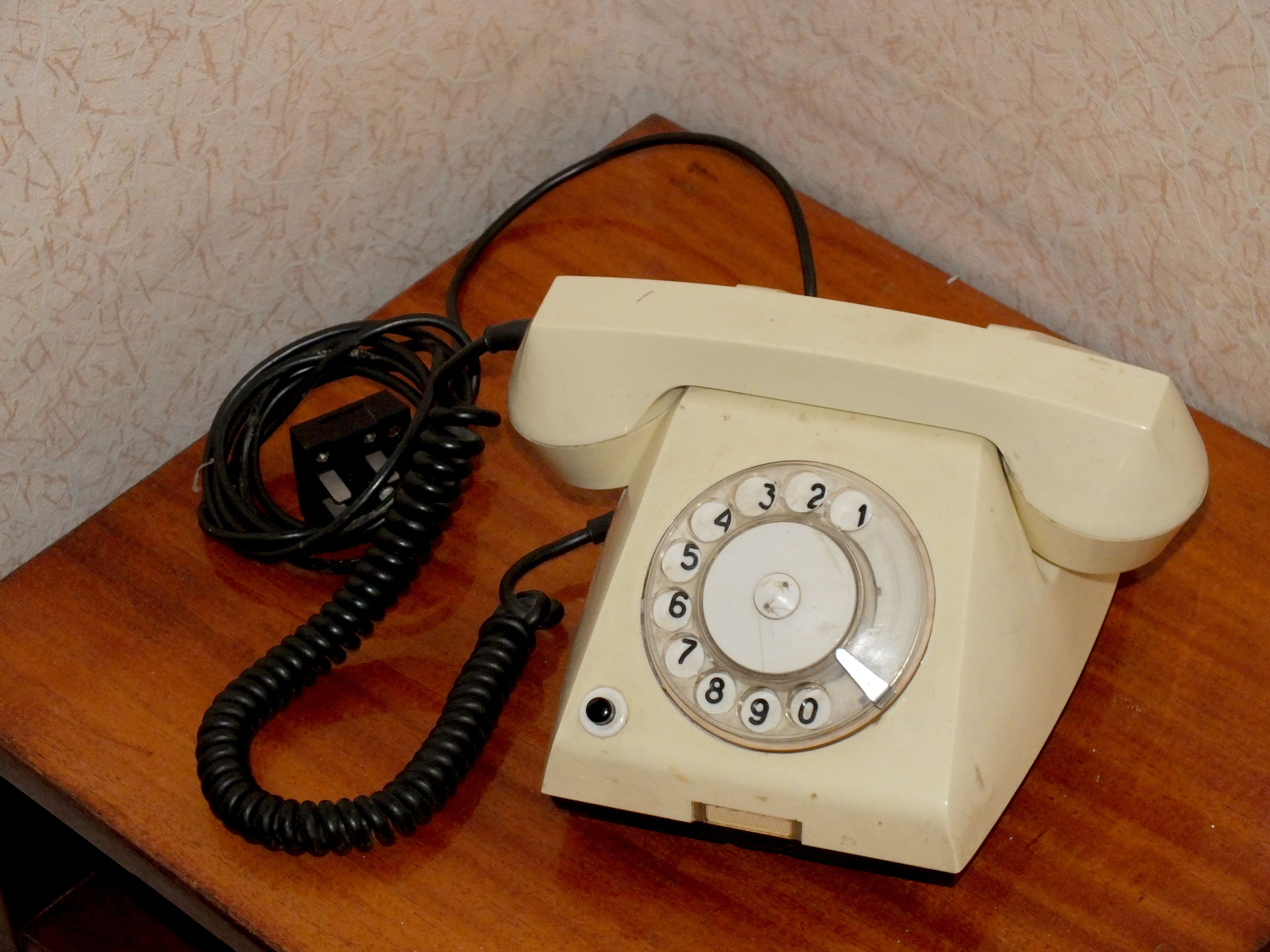
Советский телефонный аппарат ТА-68 с дисковым номеронабирателем, выпускался с 1968 года.

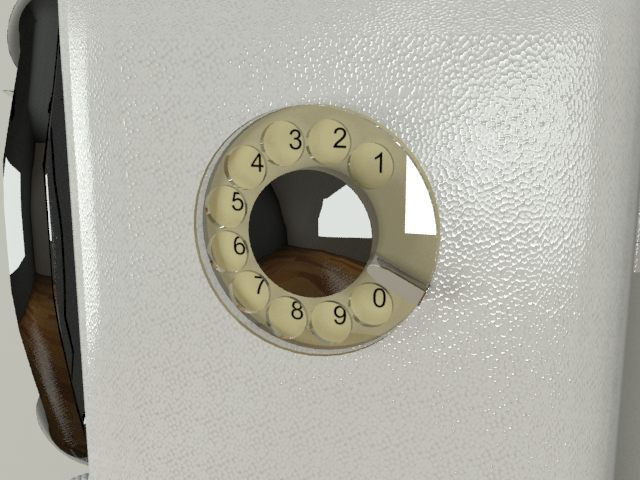
Дисковый номеронабиратель таксофона АМТ-69 (трёхмерная визуализация).

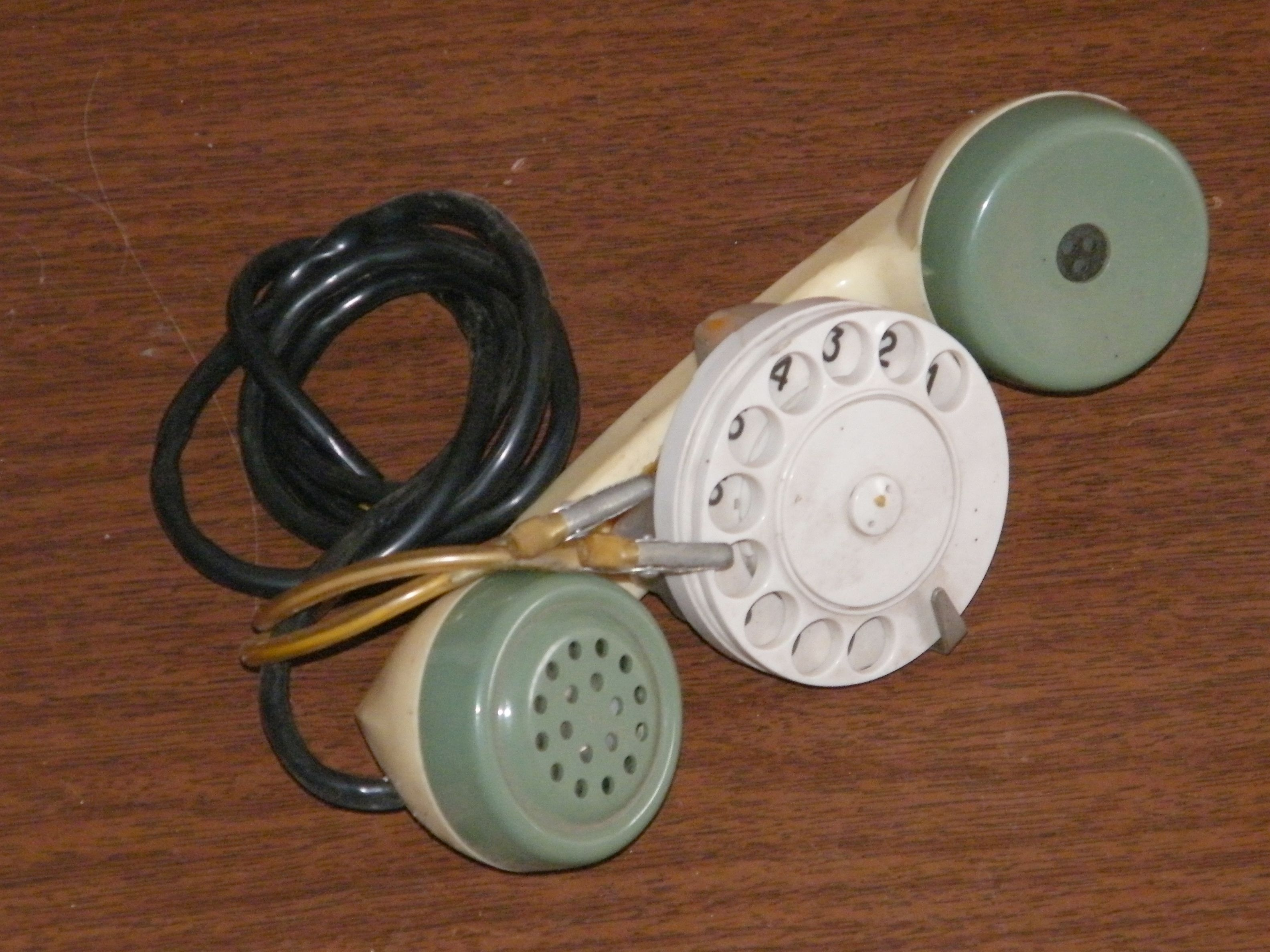
Телефонная трубка связиста: микрофон, телефонный капсюль и номеронабиратель соединены последовательно. Сброс (сигнал «отбой») производится размыканием цепи микровыключателем или снятием «крокодильчика».

Номеронабира́тель, дисковый номеронабиратель — составная часть телефонного аппарата. Изобретён Алмоном Строуджером, «отцом всех АТС». Служит при импульсном наборе для формирования импульсов импеданса (размыканию шлейфа или телефонной проводной линии) соответственно набранной цифре:
 «1» — 1 импульс; «2» — 2 импульса; … ; «9» — 9 импульсов; «0» — 10 импульсов.
Согласно ГОСТ 23595-79, длительность одного импульса должна составлять 39-75 мс (разрыв линии)/30-50 мс (последующее замыкание линии). Серия импульсов (соответствующая передаваемой цифре) должна заканчиваться межсерийной паузой (замыканием линии) на время не менее 200 мс. Для надёжной работы приборов АТС импульсы, посылаемые номеронабирателем, должны иметь частоту менее 25 Гц.
В реальности большинство АТС имеет намного более широкие допуски при приёме сигнала импульсного набора, что делает относительно лёгким даже ручной набор номера при помощи прерывателя цепи.

## Конструкция

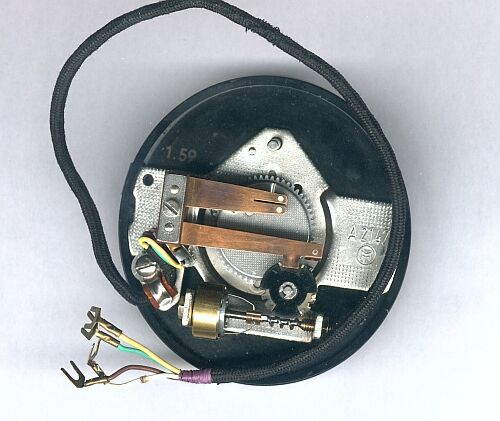
Устройство механического номеронабирателя

На территории СССР изначально были распространены пятипроводные номеронабиратели, позднее им на смену пришли трёхпроводные, с упрощённой и улучшенной конструкцией. Помимо переключающей группы, номеронабиратель содержит также замыкающую группу, при наборе номера шунтирующую телефонный капсюль — для подавления громких щелчков от импульсов пульсового набора в наушнике — фриттер.
Посылка импульсов на АТС происходит во время возвращения заводного диска номеронабирателя в исходное положение. Равномерность обратного хода механизма обеспечивается регулятором скорости. Не рекомендуется дотрагиваться до диска номеронабирателя во время обратного хода, поскольку это может привести к изменению длительности импульсов и, как следствие, ошибкам в распознавании набираемой цифры номера.

## Развитие

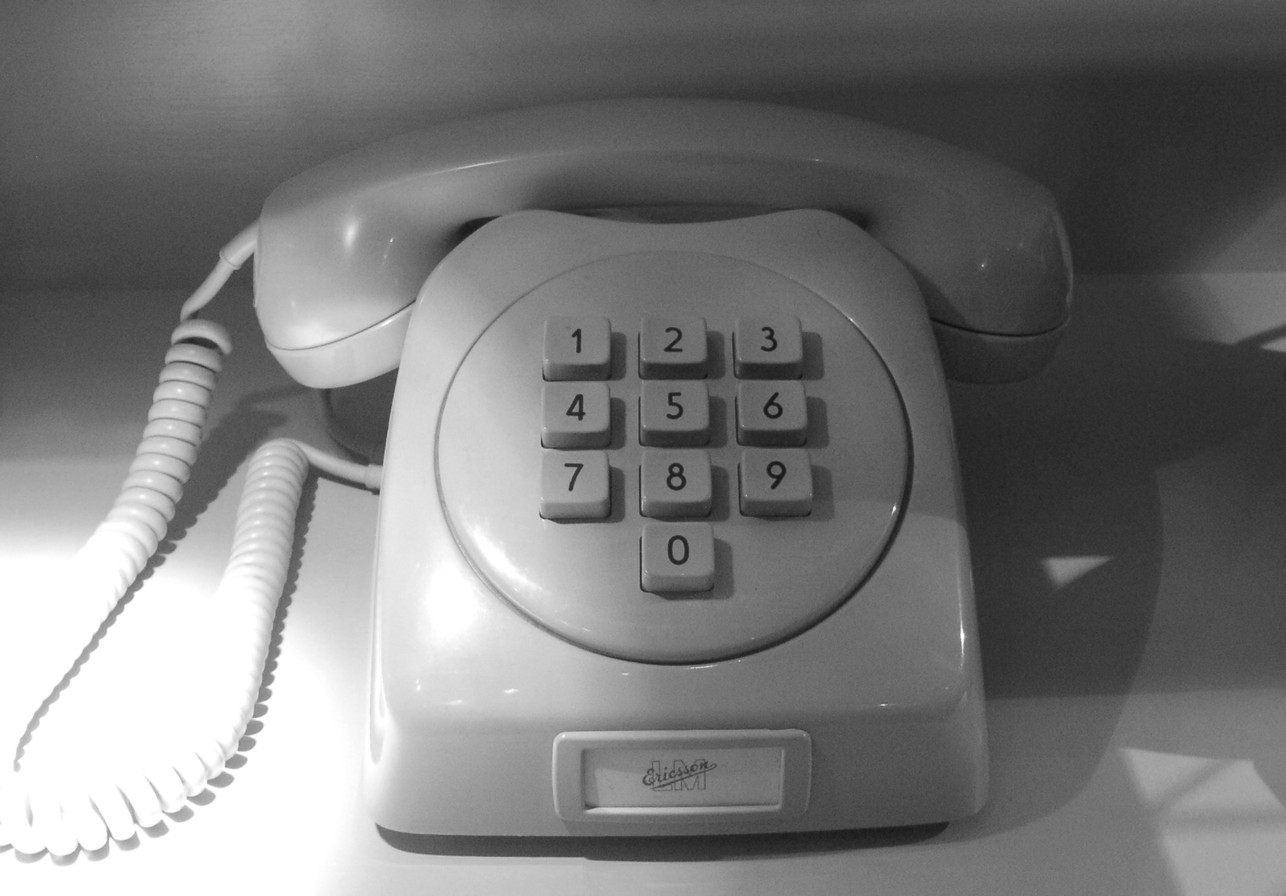
Телефон с кнопочным номеронабирателем на месте механического.

В переходный период с импульсного набора на тональный набор, а также в процессе интенсивного удешевления электроники, имел место выпуск кнопочных номеронабирателей, выполненных в форм-факторе их дисковых предшественников, что позволяло заменить ими механический номеронабиратель в имеющемся телефонном аппарате.

Телефонные аппараты и другие оконечные абонентские устройства с дисковым номеронабирателем можно модернизировать в части установки в них кнопочного номеронабирателя. Для этого можно применить выпускаемые промышленностью номеронабиратели «Электроника НК-01», «Электроника НК-02» и «Электроника НК-03».
Эти номеронабиратели полностью удовлетворяют требованиям… и обеспечивают выполнение следующих функций:
- набор номера значностью до 22 цифр;
- неоднократное повторение набранного номера нажатием кнопки «*» (повтор);
- прерывание набора номера на любом его этапе и последующее его повторение, начиная с первой цифры;
- прослушивание сигналов АТС в паузах между цифрами набираемого номера;
- программирование паузы увеличенной длительности (2,7 сек. на одно нажатие кнопки «*») между любыми последовательными цифрами номера;
- отбой АТС нажатием кнопки «#» (отбой).

— 

## В настоящее время

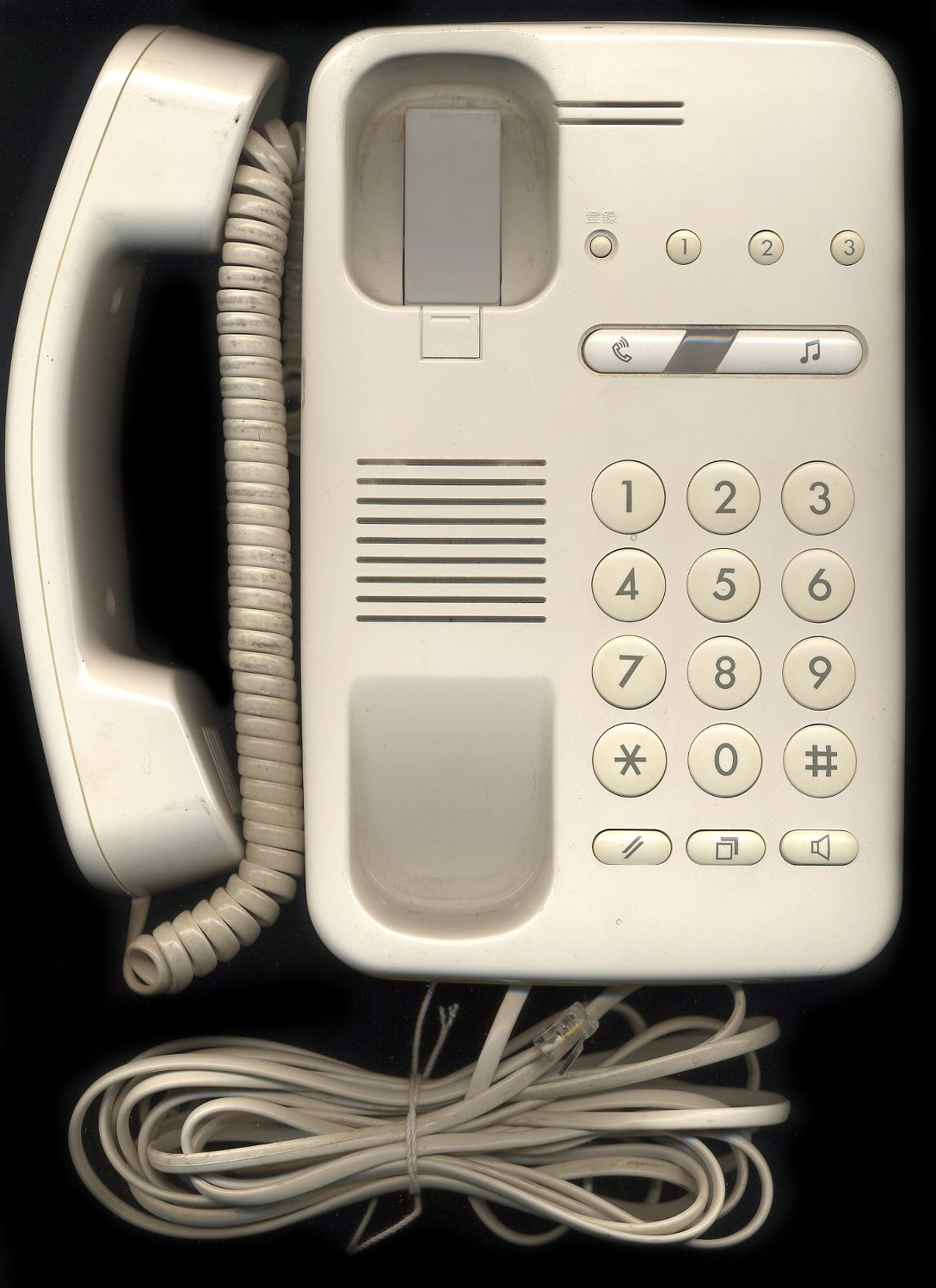
Телефон с кнопочным номеронабирателем.

Стационарные телефоны с дисковым номеронабирателем постепенно выходят из употребления, как и сам импульсный набор. Такой телефон обычно можно встретить либо в служебных помещениях, где редко требуется телефонная связь, либо у пожилых консервативных людей, либо у любителей винтажной и ретро-техники. Главный недостаток импульсного номеронабирателя заключается в сравнительно долгом и неудобном наборе номера. Кроме того, посредством импульсного набора обычно невозможно перемещаться по голосовым меню, поскольку импульсы от импульсного номеронабирателя, в отличие от двухчастотных сигналов тонального набора, не передаются по голосовому тракту. Ввиду вышеперечисленного производители офисных АТС постепенно перестают включать поддержку импульсного набора в свои изделия.

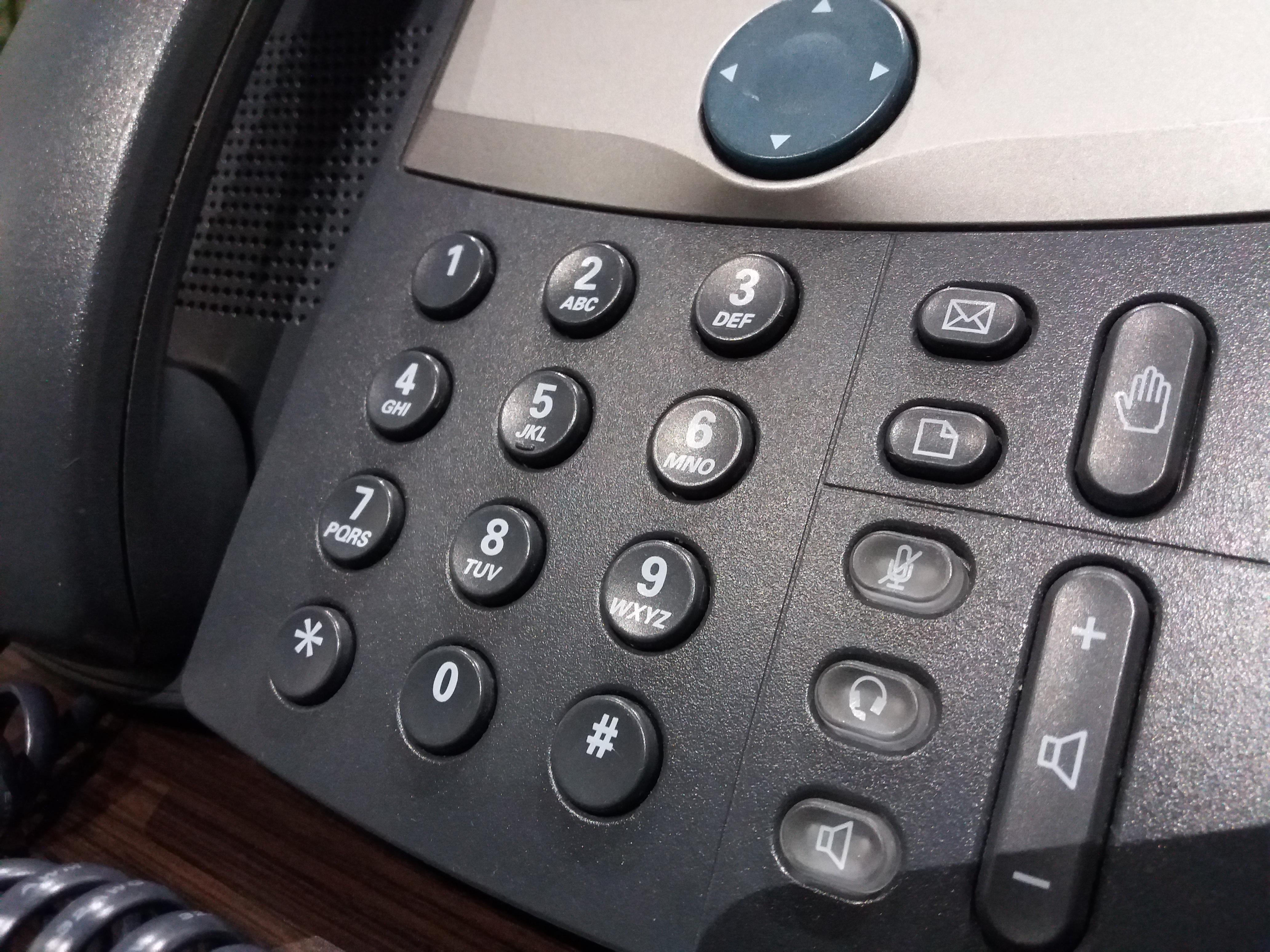
Клавиатура современного IP-телефона

По мере превращения телефонных аппаратов из электромеханических устройств в электронные, номеронабиратели перестают быть отдельным узлом; их функции разносятся между другими узлами аппарата: для набора номера используется клавиатура, конструктивно выполняемая, как правило, в составе его корпуса, а выдачей в линию тональных сигналов либо импульсов управляет микропрограмма.